# Kuçova

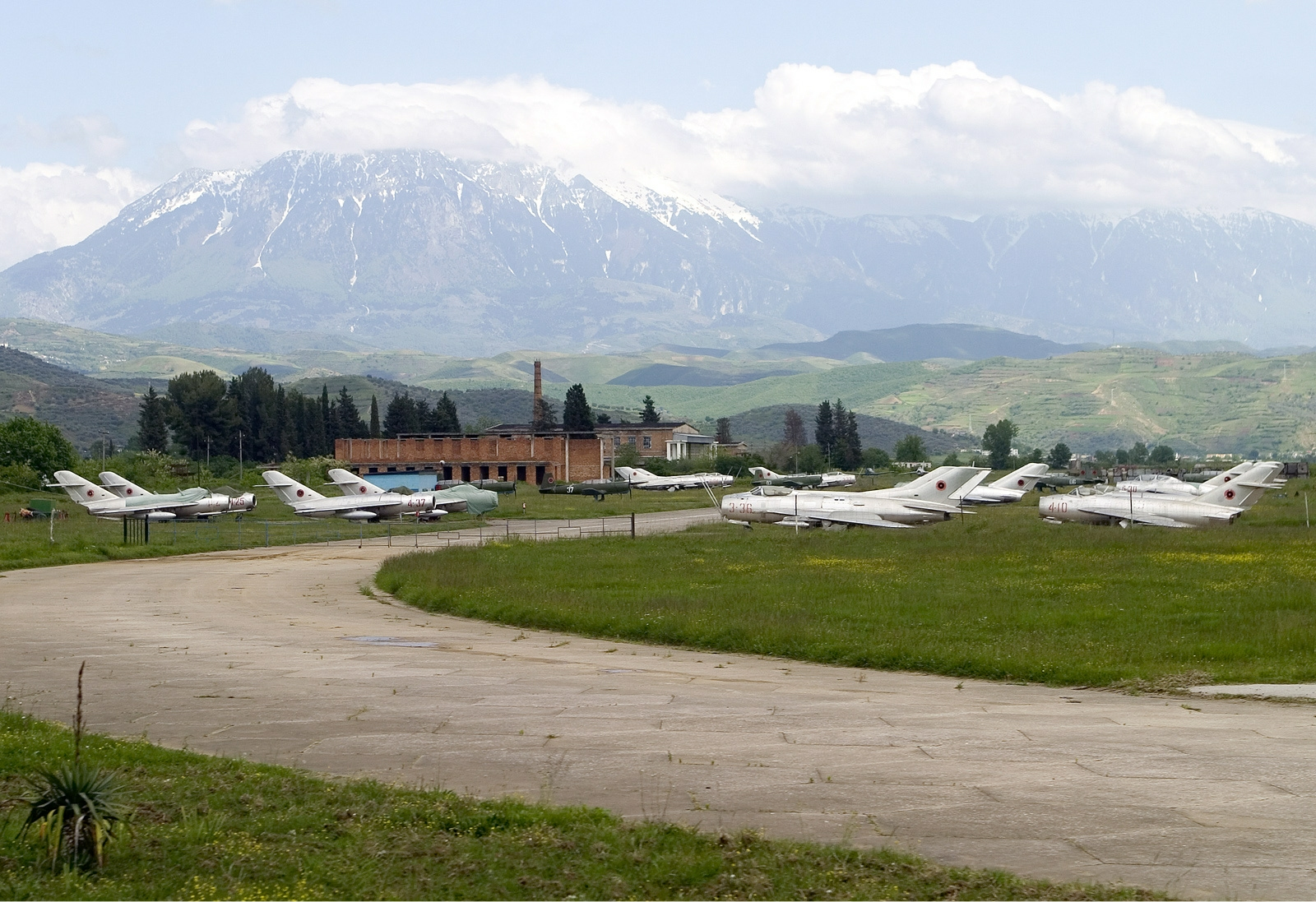
Kuçovas flygbas.

Kuçova (albanska: Kuçovë med böjningsformen Kuçova) är en kommun i Albanien. Under kommunisttiden hette staden Qyteti Stalin (sv: Stalinstaden). Kommunen har en nationalpark som kallas Të Pishat. Den bildades efter reformerna inom det lokala styret och Kuçova kommun bildades genom sammanslagning av de gamla kommunerna Kozara, Kuçova, Lumas och Perondi som blev kommundelar. Sätet är Kuçova stad. Den totala befolkningen uppgick 2011 till 31 262 invånare på en area av 160,23 km2.
Söder om centralorten ligger Kuçovas flygbas där delar av det albanska flygvapnets flotta står.